# Георги Ликин
Георги Ликин (Дед или Дяд) (Георги Петков Ангелов) е комунистически деец, командир на Родопски партизански отряд „Антон Иванов“.

## Биография
Георги Ликин е роден през 1889 г. в с. Кръстевич, Пловдивско. Член на БКП от 1919 г. Участва в Септимврийското въстание (1923). Арестуван и осъден по ЗЗД. След освобождаването от затвора участвя в четата на Йордан Кискинов (1925). След раняване в бой и гибелта на брат му Илия Ликин, емигрира последователно в Гърция и СССР.
Участва в комунистическото партизанско движение в България по време на Втората световна война. Завръща се в България с група подводничари, подготвени в СССР, на 31 август 1941 г. Изминава пътя от устието на р. Камчия до с. Стрелча в Панагюрския балкан. Прехвърля се в Родопите и е партизанин от пролетта на 1942 година. Командир на Родопски партизански отряд „Антон Иванов“. В отряда се разиграват кървави междуособици, по време на които Ликин заповядва убийството на свои опоненти. Сред тях е редакторът на отрядния стенвестник „Искра“, Асен Милчев (Стамен), екзекутиран през лятото на 1942 година след смъртна присъда, издействана от Ликин. Ликин е упрекван от други партизани за отношенията си с женена партизанка, както и че фаворизира свои протежета в отряда, които получават дрехи, храна и цигари за сметка на други.
По време на зимната правителствена офанзива през февруари 1944 година отряд „Антон Иванов“ води тежки боеве. Ликин загива на 1 март 1944 г. в боя при местността Сухото дере в Родопите.
През 1990 година Давид Овадия успява да издаде своята книга „Дед или разгромът“, в която отговорността за разгрома на отряда е прехвърлена персонално върху неговия командир Георги Ликин - Дед. Книгата е подготвена за печат още през 1981 г., но не е публикувана поради забрана от управляващата БКП.
  

Мемоарните спомени на трима от оцелелите партизани от отряда, съдържащи сведения за убийства на цивилни и екзекуции на членове на отряда също са засекретени в архива Централен партиен архив. Едва след 1990 г. са отворени за достъп в ЦДА. В момоарите на партизанин от отряда, засекретени до 1990 г., има свидетелства за изрични заповеди от Ликин за извършване на военни престъпления и терор срещу цивилни лица: 
"Тръгнахме отново на път. Минавахме покрай къшли. По тях ходеше определена група партизани, която проверяваше има ли някакви храни. Тук-таме намираха по нещо, къде хляб, къде сирене, къде кисело мляко. Беше издадена заповед като се намери човек по къшлите да се задържи и се води с отряда. Но не само това. Казано било и да се избиват. Така бяха убити няколко души равногорчани, съвсем невинни хора, между които и една жена, друга била наранена. За тези наши престъпления след това равногорчани си отмъстиха. Досега не мога да проумея защо този дивак беше издал такава заповед. За тези престъпления аз научих много късно."  -- Спомени от Христо Атанасов Чобанов (бай Ганчо)